# Тара Баї
Тара Баї (*ताराबाई, 1675 —1761) — магарані, регент держави маратхів у 1700—1707 роках, фактична правителька князівства Колхапур.

## Життєпис
Була донькою Ґамбі Рао Мохіте, сардара сенапаті (головнокомандувача) маратхів та небогою Сояра баї, другої дружини Шиваджі. Приблизно наприкінці 1680-х років вийшла заміж за чхатрапаті Раджарами, отримавши титул махарані. Про життя її в цей час відомо замало.
Після смерті у 1700 році чоловіка Тара Баї оголосила сина Шиваджі II новим чхатрапаті, а себе регентшею та правителькою. Вона продовжила боротьбу проти могольського війська. Сама очолювала декілька походів у Декані та до Малви. У 1702 та 1704 роках було пограбовано Хайдарабад, 1704 року — Мачиліпатнам. З 1705 року рейди маратхів ставали системними, на величезній частині центральної та південної Індії загони Тара Баї збирали своєрідну данину (на кшталт рекетирства — за ненапад).
У 1707 році новий падишах Бахадур-шах I звільнив ще одного онука Шиваджі — Шахуджі. Останній відразу висунув свої права на трон маратхів. Тара Баї спрямувала проти нього війська на чолі із Дханаджі Джадханом, проте той перейшов на бік Шахуджі. Внаслідок цього Тара Баї разом із сином втекла до Колхапура. У 1710 році знову виступає проти шахуджі, але зазнає невдачі. Втім лише у 1712 році припиняє військові дії.
З цього моменту вона є правителькою при своїх синах — магараджах Колхапура — спочатку Шиваджі I, потім Самбхуджі I. У 1731 році договором у Варні було підтверджено розділ держави маратхів на Сатарську та Колхапурську частини. У 1749 році вона оголосила Рамараджу II сином Шиваджі II, завдяки чому на деякий час перебралася до Сатари. Втім новий правитель виявив самостійність. Тому Тара Баї назвала чхатрапаті Раджараму II самозванцем, чим спричинила подальшу роздробленість держави маратхів. До самої смерті у 1761 році зберігала свою владу у Колхапурі.